# بولي مارشال
بولي مارشال (1932 - 1 مارس 1995) (بالإنجليزية: Polly Marshall)‏ هي لاعبة كريكت بريطانية.

## وصلات خارجية
- بولي مارشال على موقع إي آس بي آن كريك إنفو (الإنجليزية)